# Ray Ona Embo
Renathan Ona Embo, detto Ray (Lognes, 20 ottobre 1998), è un cestista francese.
È il fratello di Carl Ona Embo, a sua volta cestista.